# 渭阳乡
渭阳乡，是中华人民共和国甘肃省定西市陇西县下辖的一个乡镇级行政单位。

## 行政区划
渭阳乡下辖以下地区：
渭阳村、三川村、锦屏村、文昌村、林家坪村、本驮村、水泉村、三门村、小干川村和崔家湾村。